# カルティエ現代美術財団
カルティエ現代美術財団 (フランス語: Fondation Cartier pour l'art contemporain) はカルティエの財団。単にカルティエ財団とも呼ばれる。パリのモンパルナス（パリ14区）に拠点を持つ、現代美術のスポンサーで、そのメセナ活動はメルセデス・ベンツなどと比肩する規模と評価される。建物の一部は美術館として開放されており、カルティエ財団現代美術館、カルティエ財団現代美術センターとして知られる。
建物の特徴のひとつとなっている、敷地と道路を隔てる壁は、ケ・ブランリ美術館におけるセーヌ川沿いのそれと同様にガラス張りで、ともにジャン・ヌーヴェルの設計である。ジャン・ヌーヴェルを語る上で、アラブ世界研究所のガラスを使ったファサードとともに、手法は違えど彼のデザインを特徴付けるものとして特筆される建築物である。

## 歴史
1984年に財団はヴェルサイユに隣接するジュイ＝アン＝ジョザの地で芸術の振興事業を開始した。カルティエの社長アラン・ドミニク・ペランが設立したこの財団は、フランスのみならず世界各国の現代美術作家たちにフォーラムを提供する役割を担うことを企図していた。
1991年に現在のモンパルナスに新しい拠点の建設を始めた。建物の発注者はカルティエではなく保険会社であったが、設計はテナントであるところのカルティエの意見が通り、ジャン・ヌーヴェルに任された。工事は1994年に完了し、美術館も同時にオープンした。植物学者パトリック・ブランの設計により、1998年にはエントランスに緑化壁も設けられた。
2014年の財団設立30周年は『メゾン・デ・ミュゼ・デュ・モンド』に取り上げられ、特集記事によれば30年で100を越える企画展が催されたとされる。このメセナはカルティエの企業イメージ向上にも一役買っているという。

## 建築
地上7階と屋上階そして地下7階をもつ建屋の地上部は全面ガラス張り。地下1階と地上1階とが展示スペースで、地上2階以上はオフィスとなっている。展示スペースは総計1,200平方メートル。建物内部には階段はなく、各階へのアクセスは建物内部にあるガラス張りのエレベータ 3基がまかなう。階段は裏手の外壁に沿って2本配置されている。全体として見ればあえて装飾を排した設計となっている。
この施設を特徴づける構造物である、敷地と道路を隔てるガラスの壁は、漫然と歩く人々にとってはパッと見、ガラスの壁にのみ注意が行き、その奥の庭と建物に気付きにくいという、すなわちファサード然としたファサードではない点が特筆される。基本設計においてジャン・ヌーヴェルは、かつてフランソワ＝ルネ・ド・シャトーブリアンが植えたと伝えられる、この場所の近くにあるレバノン杉にインスピレーションを受けたという。この木が街路から離れた地点に立っている点に着目、建物も街路から距離を置くべきとした。壁は高さ8メートルで、建物本体まで12メートルの奥行きをもつ前庭中央にはクリの木が立つ。壁は独立して建っている訳ではなく、壁の高い位置にある二つのレベルから伸びる水平の柱で社屋と繋がって倒れないように支持している。こうして出来た建物と道路を隔てるガラスの壁は、防音という副次効果も生み出した。
建物を囲むように配された庭は現代美術家のローター・バウムガルテン による設計で、「植物劇場 (Theatrum Botanicum)」と呼ばれる。美術家は、敷地全域に及ぶこの庭を、建物に付属するたんなる屋外環境としてではなく、自作の植物劇場として創造した。
ヌーヴェルの建築を受けて創造したその庭は、敷地内に既にあった植物にいくつかの植物を追加し、その間に曲がりくねった道を敷いており、建物の後面に設置された外階段に至る。
この庭は中世修道院の庭園をイメージしたものという。
カルティエ財団は作者の意向を受けて、完成以来、庭に対するいかなる付け足しも削除も行っていない。植物を含めた庭内のすべての環境の変化を自然のなすがままに任せ、成と衰退を作品として時間をかけて鑑賞しようというわけで、また庭のトータルなイメージに果たしている建築家の役割、この庭の感動は、建築家ジャン・ヌーヴエルの光と素材という環境の解釈装置がなければ成り立たず、それで呼び起こされた気配が、バウムガルテンの庭に意味を与えている。
誕生から建築家と美術家のコラボレーションの庭は、疲弊した都市を元気づけるかのようにパリの街のなかで今もきらめいて、移りゆく空と陽射しを映したガラスの大スクリーンは、内部と外部の木々を取り込んで刻一刻とイメージを変え、劇場たる庭に絶え間ないドラマを展開させている。
道路側からフェンス越しに見た庭も印象的だが、内部ではさらに新鮮な風景が展開している。木立のなかにはどこか懐かしい風景が広がり、裏庭に回れば、美術館の展示場越しに表側の庭から、さらに外路の風景まで見える。美術館内から、展示作品の背景としての庭園観賞も面白い。

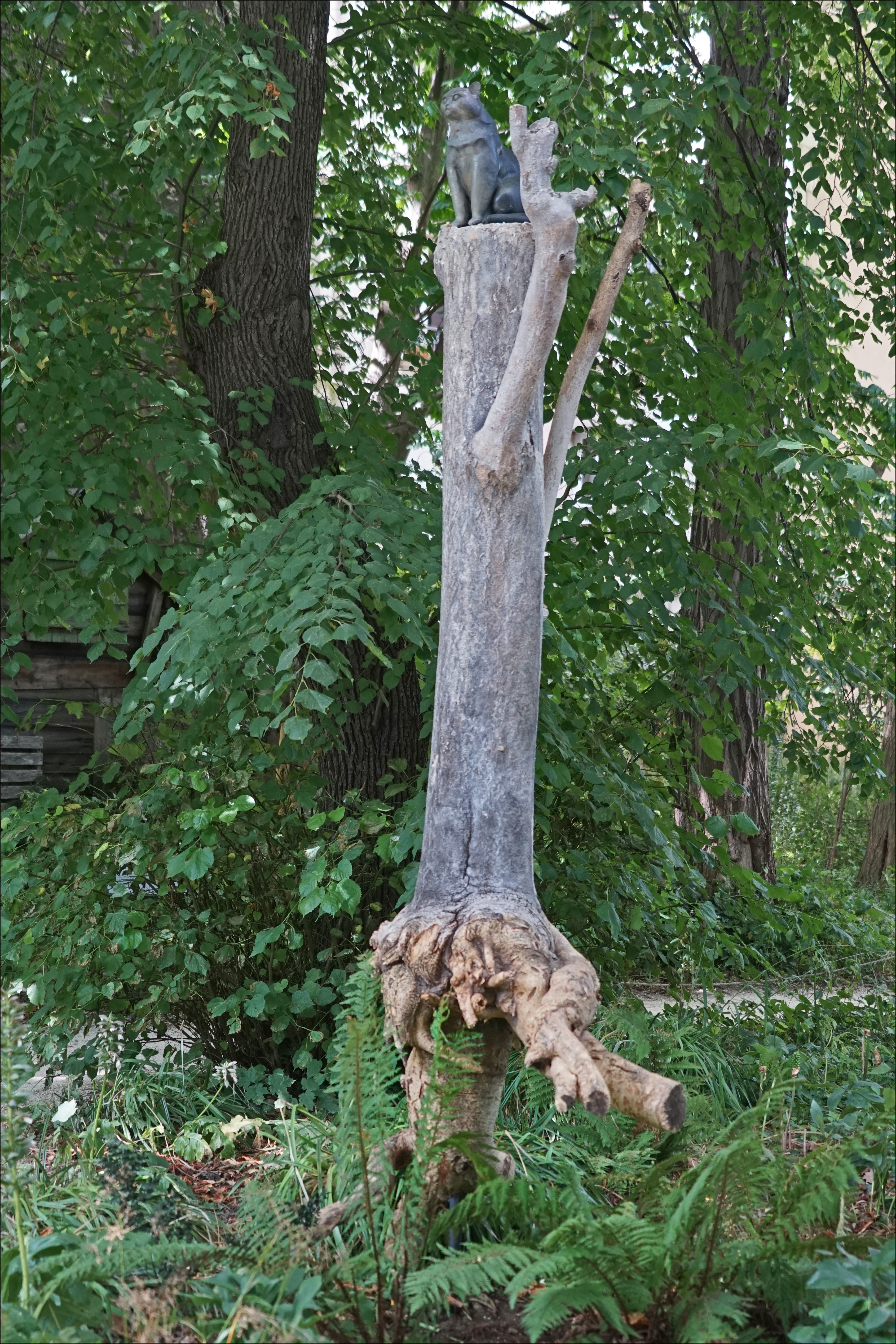
映画監督アニエス・ヴァルダのインスタレーション作品「猫の家」内「木の上のニニ」(アニエスの飼い猫の像)

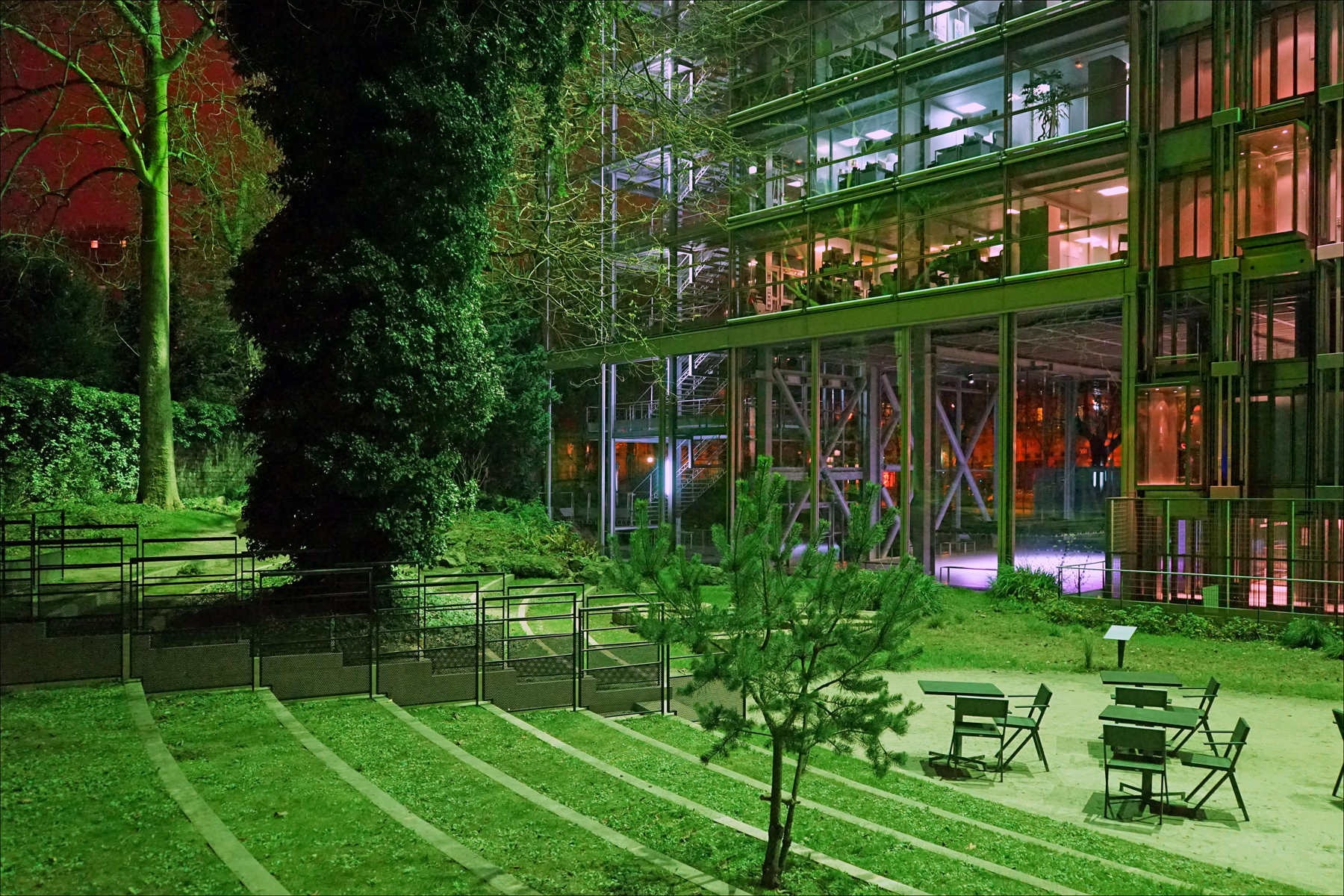
美術館の庭園

エントランス左右は大規模なインスタレーション作品を3箇月周期の入れ替え制で展示するスペースとなっており、ジャン・ヌーヴェル本人に言わせれば「遊牧民の空間 (espace nomade)」とのことである。この展示期間は2010年の北野武/ビートたけし展のように反響次第で延長されることもある。1階は全体が吹き抜けのように天井が高くなっており、フロア中ほどには中二階が置かれている。
ちなみに全面ガラス張りなため、そのままの状態では内部が丸見えとなるが、建物の外壁にそって巻き上げ式のカーテンが外部に配置されているのでこれを利用することで視線はシャットアウトすることも可能な仕組み。
展示施設の評価としては、地上階がガラス張りで外光を取り入れやすいのと比較して、地下階は天井のわずか3枚のガラスにのみ外光を頼っているため、「外部と断絶した柔軟性にかける白塗りの空間」となっている。また、外光が入るガラス張りのために1階は絵画の展示に向かない。一方で「carte blanche（白紙委任状）」と言われるように展示はすべて作家の裁量に任されるために、得がたいチャレンジの機会を提供していることも確かである。

## 展示を行った芸術家などの例
1990年代以降、日本人アーティストを取り上げるケースが多いという。
- 1987年 - フェラーリ[10]
- 1998年 - 三宅一生[20]
  - 同年  - 中川幸夫「etre nature」展に写真作品出品[21]
- 2002年 - 「 Coloriage(ぬりえ)展」村上隆のスーパーフラットの活動の企画展(カイカイキキ・蔦谷喜一・篠山紀信・会田誠他出品)[22]
- 2004年 - マーク・ニューソン[23]
- 2005年 - 松井えり菜（グループ展参加）[24]
- 2006年 - 横尾忠則[23]
- 2007年 - デヴィッド・リンチ[25]
- 2010年 - 北野武[7][17]
- 2010年 - ジャン・ジロー[26]